# Къде след дъжда
„Къде след дъжда“ (на македонска литературна норма: „Каде по дождот“) е игрален филм от Република Македония от 1967 година, на режисьора Владан Слийепчевич по сценарий на Йован Кирилов.
Главните роли се изпълняват от Али Ранер, Илия Джувалековски, Олга Спиридонович, Станислава Пешич.

## Сюжет
Филмът проследява съдбата на младото момиче Лела. Нейните родители имат успешни кариери, благодарение на участието им във войната. Лела има всички условия, за да води лесен и безгрижен живот, но тя се противопоставя на дребнавото разбиране на живота. Момчето, закоето Лела трябва да се омъжи първоначално събужда в нея чувства, но след това се оказва поредното разочарование. До края Лела се бори срещу нормите и конформизма, но в крайна сметка не успява да се пребори докрай и Лела започва да прави това, което другите очакват и изискват от нея. Филмът завършва с текста: „Има време за плач и време за смях...време, когато се придобива и време, когато да се губи“.

## Награди
- 1967 Международен филмов фестивал, Авелино, носител на наградата „Лацено д'Оро“[1]